# Bitwa pod Ossą
Bitwa pod Ossą – bitwa stoczona pod Ossą 10 lipca 1863 roku w czasie powstania styczniowego pomiędzy oddziałem powstańczym Ludwika Żychlińskiego a oddziałem wojsk rosyjskich majora Szukalskiego.
Polscy powstańcy w sile 200 żuawów, 300 strzelców, 600 kosynierów i 200 ludzi bez dostatecznego uzbrojenia oraz 50 koni założyli obóz w Ossie i rozpoczęli przeprowadzanie ćwiczeń. O godzinie 6 wieczorem zostali zaatakowani przez kolumnę rosyjską w sile 2 rot piechoty i sotni kozaków.
Pierwszy impet ataku powstrzymali rozłożeni tyralierą żuawi. Przegrupowujące się do przypuszczenia kolejnego ataku wojska rosyjskie zaatakowali z obu skrzydeł kosynierzy wsparci przez strzelców. Chaos w szeregach moskiewskich spotęgowało uderzenie kawalerii Grabowskiego.
Uchodzący w kierunku Nowego Miasta Rosjanie pozostawili na polu bitwy 28 zabitych, powstańcy wzięli 5 jeńców, w tym jednego oficera. Straty polskie wyniosły 4 zabitych i 16 rannych.